# Краснодольское
Краснодольское (каз. Краснодольское) — село в Тайыншинском районе Северо-Казахстанской области Казахстана. Входит в состав Краснополянского сельского округа. Находится примерно в 60 км к западу-северо-западу (WNW) от города Тайынша, административного центра района, на высоте 152 метров над уровнем моря. Код КАТО — 596056400.

## История
На месте села располагалась деревня Грачёвка, основанная в 1912 году. Накануне основания спецпосёлка всех жителей Грачёвки переселили в соседнее село Малиновку. Строения Грачёвки были использованы под контору, больницу и комендатуру. Село основано в 1936 году для спецпоселенцев из лиц немецкой и польской национальностей, высланных с Волыни. 7 июня 1936 года на станцию Тайынша прибыл состав с немцами и поляками из Житомирской области, которых на грузовых машинах увезли в Грачёвку. 12 июня 1936 года прошло собрание, на котором были избраны председатель нового колхоза «Красное поле» Эмиль Ессе и председатель сельсовета Фёдор Корженевский. 24 сентября 1936 года на станцию прибыл эшелон со спецпереселенцами из Хмельницкой области. На 1938 год в селе проживали 1507 человек. В 1940 году в село прибыли спецпереселенцы с бывших польских территорий.

## Население
В 1999 году численность населения села составляла 476 человек (224 мужчины и 252 женщины). По данным переписи 2009 года в селе проживало 299 человек (144 мужчины и 155 женщин).